# ゲイリー・ホッキング
ゲイリー・ホッキング（Gary Stuart Hocking, 1937年9月30日 - 1962年12月21日）は、ローデシア出身のオートバイレーサー。ロードレース世界選手権で2度世界チャンピオンとなったライダーである。

## 経歴

### ローデシア時代
ウェールズで生れ、幼い頃に家族とともに南ローデシア（現在のジンバブエ）に移り住んだ。10代の時にグラストラックレース（ダートトラックレースの前身）を始めたが、程なくしてロードレースに進んだ。その頃に家族はイギリスに帰ったが、一人残ってレースを続ける道を選んだ。

### ロードレース世界選手権
1958年、国際レースへ挑戦するためにヨーロッパへ渡った同郷の先輩でもあり友人でもあったジム・レッドマンの後を追うように、同様にして後にした。自ら用意した350ccのノートンと500ccのレグ・ダーデンでマン島TTレースに出場。結果は出せなかったもののレグ・ダーデンの持ち主にこの時の走りを認められて援助を得ることに成功し、ニュルブルクリンクで行われたドイツGPでは3位という結果を出した。
この年のシーズンオフ、マン島南部にあるジョージ・コステーン（1954年のマンクスGPシニアクラスの勝者）の家で過ごし、TTレースのマウンテンコースを学んだ。そして臨んだ1959年のマン島ジュニア（350cc）クラス、結果こそ10位と入賞外となったものの、これは予選22番グリッドからの驚異的な追い上げによるものであった。
1959年シーズンは東ドイツのメーカーであるMZのファクトリーチームに迎えられ、250ccクラスでグランプリ初優勝を含む2勝を挙げてランキング2位を獲得した。
1960年、当時最強を誇っていたMVアグスタからのオファーによって移籍したホッキングは、125cc、250cc、350ccの3クラスでランキング2位となる活躍でMVアグスタの期待に応えた。そして1961年、ホッキングは4輪レースに転向したジョン・サーティースの後を受けてMVアグスタのエースとなり、他の小規模メーカーの抵抗をものともせずに350ccクラスと500ccクラスのダブルタイトルを獲得した。ドイツGPの500ccクラスでは全車を周回遅れにするほど、この年のホッキングとMVアグスタは飛び抜けて速かった。
しかしこの頃、ホッキングは精神的に不安定になっており、翌シーズンの初めにはロードレースのことを「友達同士で殺し合いをしているようなものだ」とレッドマンに語っている。そのような状態で迎えた1962年のマン島ジュニアクラス、2位を走っていたホッキングを猛追していたホンダに乗るトム・フィリスが転倒、病院への搬送中に死亡するという事故が起きた。ホッキングはそのまま2位でゴールし、続くシニア（500cc）クラスでは優勝するという走りを見せたが、友人であるフィリスの事故死に動揺してレッドマンには自分がフィリスを殺したと洩らした。
そしてマン島の後、MVアグスタ本社を訪れたホッキングはオーナーのドメニコ・アグスタ卿に契約の解除とロードレースからの引退を申し出た。

### 4輪レース転向と事故死
ロードレースから引退してローデシアに帰国したがモータースポーツから引退したわけではなく、中古のF1マシンを手に入れて4輪レースへの参戦を始めた。危険な2輪レースに比べれば4輪レースは遥かに安全であるとの判断からだったが、皮肉にもそれにより命を落とすことになる。
4輪でもすぐに実力を発揮し、F1チームのオーナーであるロブ・ウォーカーの目に留まり、この年（1962年）の年末に開催が決定していた南アフリカGPの前哨戦であるナタール・グランプリに出場することになった。しかし、このグランプリの開催地であるダーバン近郊にあるウェストミード・サーキットで練習を行っていた時、高速コーナーに向かうストレートで突然マシンは挙動を乱した。コースを外れたマシンはコース脇の排水溝にヒットして宙返りの状態となり、スピードを落とすことなく続く高速コーナーのバンクに激突する単独事故を起こす。この事故により25歳の若さで死去。
この時現場に居合わせたレッドマンは、ハンドル操作やブレーキで事故を回避しようとした形跡がないことに加え、前日レッドマンの家に泊まったホッキングが朝食の際に水分を採らなかったことから、猛暑の中での脱水症状によって意識を失っていたのではないかと考えている。

## ニックネーム
レッドマンら親しい友人たちは、ホッキングのことを「ソックス」と呼んだ。これは彼が靴下を履くのを嫌っていたことに由来する。

## 戦績

### ロードレース世界選手権[1]
- 凡例
- イタリック体のレースはファステストラップを記録。

| 年   | クラス | マシン        | 1     | 2     | 3      | 4      | 5     | 6     | 7     | 8     | 9      | 10    | 11    | ポイント | 順位 | 勝利数 |
| ---- | ------ | ------------- | ----- | ----- | ------ | ------ | ----- | ----- | ----- | ----- | ------ | ----- | ----- | -------- | ---- | ------ |
| 1958 | 500cc  | ノートン      | IOM - | NED 6 | BEL -  | GER 3  | SWE 4 | ULS - | ITA - |       |        |       |       | 8        | 6位  | 0      |
| 1959 | 125cc  | MZ MVアグスタ |       | IOM - | GER -  | NED -  | BEL - | SWE - | ULS 2 | ITA 6 |        |       |       | 7        | 9位  | 0      |
| 1959 | 250cc  | MZ            |       | IOM - | GER -  | NED -  | BEL - | SWE 1 | ULS 1 | ITA - |        |       |       | 16       | 2位  | 2      |
| 1959 | 350cc  | ノートン      | FRA 2 | IOM - | GER 2  |        |       | SWE - | ULS - | ITA - |        |       |       | 12       | 4位  | 0      |
| 1959 | 500cc  | ノートン      | FRA 3 | IOM - | GER -  | NED -  | BEL 2 |       | ULS - | ITA - |        |       |       | 10       | 5位  | 0      |
| 1960 | 125cc  | MVアグスタ    |       | IOM 2 | NED 2  | BEL 5  |       | ULS 2 | ITA 5 |       |        |       |       | 18 (22)  | 2位  | 0      |
| 1960 | 250cc  | MVアグスタ    |       | IOM 1 | NED 2  | BEL 2  | GER 1 | ULS - | ITA - |       |        |       |       | 28       | 2位  | 2      |
| 1960 | 350cc  | MVアグスタ    | FRA 1 | IOM - | NED 2  |        |       | ULS - | ITA 1 |       |        |       |       | 22       | 2位  | 2      |
| 1961 | 250cc  | MVアグスタ    | SPA 1 | GER - | FRA NC | IOM -  | NED - | BEL - | DDR - | ULS - | ITA -  | SWE - | ARG - | 8        | 8位  | 1      |
| 1961 | 350cc  | MVアグスタ    |       | GER - |        | IOM 2  | NED 1 |       | DDR 1 | ULS 1 | ITA 1  | SWE - |       | 32 (38)  | 1位  | 4      |
| 1961 | 500cc  | MVアグスタ    |       | GER 1 | FRA 1  | IOM NC | NED 1 | BEL 1 | DDR 1 | ULS 1 | ITA NC | SWE 1 | ARG - | 48 (56)  | 1位  | 7      |
| 1962 | 350cc  | MVアグスタ    | IOM 2 | NED - |        | ULS -  | DDR - | ITA - | FIN - |       |        |       |       | 6        | 8位  | 0      |
| 1962 | 500cc  | MVアグスタ    | IOM 1 | NED - | BEL -  | ULS -  | DDR - | ITA - | FIN - | ARG - |        |       |       | 8        | 5位  | 1      |

### F1
| 年     | 所属チーム                 | シャシー | 1   | 2   | 3   | 4   | 5   | 6   | 7   | 8   | 9      | WDC | ポイント |
| ------ | -------------------------- | -------- | --- | --- | --- | --- | --- | --- | --- | --- | ------ | --- | -------- |
| 1962年 | ロータス／ロブ・ウォーカー | 24       | NED | MON | BEL | FRA | GBR | GER | ITA | USA | RSA WD | NC  | 0        |